# Sclava iubirii
Sclava iubirii (titlul original: în rusă Раба любви, transliterat: Raba liubvi) este un film dramatic sovietic, realizat în 1975 de regizorul Nikita Mihalkov, premiera filmului având loc la 27 septembrie 1976. Protagoniștii filmului sunt actorii Elena Solovei, Rodion Nahapetov, Aleksandr Kaliaghin, Oleg Basilașvili. 

## Conținut
Este toamna anului 1918 iar Războiul Civil Rus este în toi.
Actrița de film mut Olga Voznesenskaia tocmai a sărbătorit un mare succes alături de partenerul ei de film și de viață Maksakov cu drama Sclava iubirii. Din cauza războiului civil, echipa de filmări pleacă din Moscova, în sud la Odessa, pentru a începe în liniște filmările unui nou film. Olga este o actriță dificilă, parțial suprasolicitată, parțial pierdută în propria lume a vedetelor. Maksakov nu vine la Odessa, așa că filmările trebuie întrerupte deocamdată. Olga a refuzat oricum să filmeze fără partenerul ei, iar pelicula s-a epuizat, echipa nemaiavând rezerve. Pe platou, artista face cunoștință cu cameramanul Victor Potoțki, de care se și îndrăgostește.
Fedotov, șeful contraspionajului albgardiștilor, apare și el din ce în ce mai des pe platourile de filmare, pe măsură ce bolșevicii sunt arestați în toată țara. 
După un timp, mai mulți actori și regizori de film apar de la Moscova. Cu noul material de film adus cu ei, filmarea poate continua. Deoarece Maksakov nu a venit cu ei, acesta este înlocuit cu alt actor. Cum gusturile publicului au devenit mai pretențioase, producătorul filmului mut vrea să introducă elemente exotice pe care însă Olga le refuză, spunând că aceasta nu mai este artă. Când aleargă la un cinematograf și anunță că filmul este o minciună, admiratorii ei o acoperă cu flori și o calmează făcându-i din nou voie bună.
Într-o zi, cameramanul Viktor Potoțki apare târziu pe platou și pare a fi beat. Filmarea este întreruptă atunci când apare și Fedotov, care le întrerupe munca. Este în căutarea unui cameraman prin toate echipele de film prezente din Odessa care a filmat recent în secret o execuție a revoluționarilor. Viktor care în realitate nu era băut, mărturisește Olgăi că el este cel căutat iar filmul se află în mașina lui. Olga reușește să scoată filmul și să-l ducă în siguranță și i se pare nemaipomenit că ceea ce a făcut a salvat viața lui Viktor. Acesta o invită să vină seara să vizioneze prezentarea în secret a filmului cu execuțiile insurgenților după denunțuri, refugiați flămânzi, suferința celor care au rămas în urmă. Olga este șocată și refuză să lucreze mai departe pentru filmări.
Olga îl întâlnește pe Viktor într-o cafenea și primește rola de film de la el, pe care ar trebui să o păstreze până seara. În timp ce părăsea cafeneaua, Viktor este împușcat de oamenii lui Fedotov. Olga încearcă să predea filmul colegilor lui Viktor, dar pare să nu o cunoască. Seara, Fedotov apare la echipa de filmare, încercând pe apatica Olga să o convingă pentru turnarea scenei finale de suicid. Dintr-o dată apar tovarășii lui Viktor, îi împușcă pe Fedotov și oamenii săi o iau pe Olga cu ei, o urcă într-un vagon de tramvai și îl obligă pe vatman să o ducă la hotelul ei din centrul orașului. Vatmanul, sare din vagon în timpul mersului și avertizează albgardiștii că o revoluționară e în vagon. Gardiștii urmăresc tramvaiul pe cai și Olga le strigă călăreților că sunt fiare. Tramvaiul și urmăritorii dispar în plan îndepărtat

## Distribuție
- Elena Solovei – Olga Nikolaevna Voznesenskaia
- Rodion Nahapetov – Victor Potoțki
- Aleksandr Kaliaghin – regizorul Kaliaghin
- Oleg Basilașvili – Sava Iujakov
- Konstantin Grigorev – căpitanul Fedotov
- Iuri Bogatîriov – actorul Maksakov
- Mihail Cigariov – Vialin
- Gotlib Roninson – Ivan Figel, comptable
- Vera Kuznețova – Liubov Andreevna, mama Olgăi
- Nikita Mihalkov – Ivan
- Nikolai Pastuhov – scenaristul Benjamin Konstantinovici
- Evgheni Steblov – actorul Kanin
- Inna Oulianova – actrița cu buchetul de flori
- Aleksandr Adabașian – producătorul filmului mut

## Lansare
A fost lansat în anul 1976 și a avut parte de succes comercial, fiind vizionat de 11,2 milioane de spectatori în cinematografele din Uniunea Sovietică.